# 卢恰诺·文代米尼
卢恰诺·文代米尼（義大利語：Luciano Vendemini，1952年7月11日—1977年2月20日），意大利男子篮球运动员。他曾代表意大利获得1976年夏季奥运会篮球比赛男子第五名。1977年2月20日，他因心脏衰竭去世。